# Landesbildungsinstitut
In der Bundesrepublik Deutschland unterhalten die Kultus- und Bildungsministerien der 16 Bundesländer (mindestens) ein Landesbildungsinstitut (kurz: Landesinstitut) mit unterschiedlichen Aufgabenstellungen und Strukturen. Ihre Aktivitäten richten sich auf folgende Themenfelder:
- Weiterentwicklung des Unterrichts, Curriculumentwicklung, Unterrichtsmedien,
- schulische Personalqualifizierung und Personalentwicklung, Lehreraus- und -fortbildung,
- schulische Qualitätsentwicklung und Evaluation, Diagnostik, Leistungsmessung, Tests und Prüfungen,
- organisatorische Weiterentwicklung der Schulen, Schulstruktur, Modellschulen.

Prinzipiell müssen bei den Landesinstituten drei Typen unterschieden werden:
- Institute mit dem Schwerpunkt der Lehreraus- und -fortbildung,
- Institute mit dem Schwerpunkt der Lehrplan-, Konzept- und Materialentwicklung,
- Institute, in denen beide Aufgabenfelder verknüpft sind.

Insbesondere die personalstarke Lehrerausbildung im Vorbereitungsdienst und Referendariat gehört als Aufgabe nur zu einigen Landesinstituten, wie es u. a. in Bremen, Hamburg, Hessen, Sachsen, Schleswig-Holstein oder Mecklenburg-Vorpommern der Fall ist, sondern ist bei den Regierungsbezirken bzw. nachfolgenden Landesregionalämtern angebunden, die auch die Schulaufsicht führen (z. B. NRW, Niedersachsen). Große Länder wie Bayern verfügen über das Staatsinstitut für Schulqualität und Bildungsforschung sowie die Akademie für Lehrerfortbildung und Personalführung, ähnlich Baden-Württemberg über das Zentrum für Schulqualität und Lehrerbildung sowie das Institut für Bildungsanalysen Baden-Württemberg. In Hamburg gibt es neben dem Landesinstitut noch das Institut für Bildungsmonitoring und Qualitätsentwicklung (IfBQ). Insgesamt sind die Aufgaben durch historisch bedingte Fusionen älterer Einrichtungen und politische Setzungen nach bildungspolitischen Bedarfen oder nach Einsparungszwängen im Detail sehr unterschiedlich.
Auf der Bundesebene sind angesiedelt das Institut zur Qualitätsentwicklung im Bildungswesen (IQB) als Einrichtung der KMK, um u. a. gemeinsame Bildungsstandards zu entwickeln, sowie das Bundesinstitut für Berufsbildung (BIBB) oder das Institut für Arbeitsmarkt- und Berufsforschung (IAB) als Einrichtungen des Bundes.